# Porricondyla albiceps
Porricondyla albiceps är en tvåvingeart som först beskrevs av Walker 1856.  Porricondyla albiceps ingår i släktet Porricondyla och familjen gallmyggor. Inga underarter finns listade i Catalogue of Life.